# August Beer
August Beer (* 31. Juli 1825 in Trier; † 18. November 1863 in Bonn) war ein deutscher Mathematiker, Chemiker und Physiker.
Nach Erwerb gründlicher Vorkenntnisse auf der Gewerbeschule seiner Heimatstadt Trier begann August Beer 1845 das Studium der Mathematik und der Naturwissenschaften an der Universität Bonn. Er wurde Assistent und Mitarbeiter bei Julius Plücker und promovierte im Jahr 1848 mit seiner preisgekrönten Abhandlung De situ axium opticorum in crystallis biaxibus an der Philosophischen Fakultät und habilitierte sich 1850 zum Privatdozenten. 1854 veröffentlichte er das Buch "Einleitung in die höhere Optik", das, in viele Sprachen übersetzt, zum Standardwerk über die Lichttheorie avancierte. 1855 erhielt August Beer eine außerordentliche Professur, 1857 eine ordentliche.

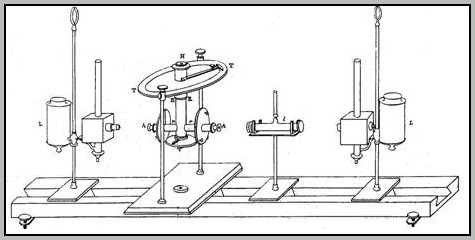
Beers Photometer

Er starb im Alter von nur 38 Jahren während der Arbeiten zu einem umfassenden Lehrwerk, in dem er die gesamte mathematische Physik zusammenfassen wollte. Die fertiggestellten Auszüge erschienen nach seinem Tod unter den Titeln Einleitung in die Elastizität; die Lehre vom Magnetismus und die Elektrodynamik (1865) und Einleitung in die mathematische Theorie der Elastizität und Kapillarität (1869).
Seine Hauptarbeitsgebiete waren Elektrostatik, Elastomechanik, Kapillarität und insbesondere Lichtabsorption (lambert-beersches Gesetz) und Photometrie.